# 華達製片廠
華達製片廠（英語：Wader Film Studio），通稱華達片場，是1950至1960年代香港其中一間主要的電影製片廠。主要投資者是新加坡的何啟榮家族, 1950年代初原本租用九龍城的友僑片廠攝製電影，但1952年9月27日凌晨發生大火，導致損失慘重。友僑製片廠在災後繼續運作，而新加坡何啟榮家族則決定在青山公路葵涌段6咪半至7咪之間的地皮，興建一所具新設施的製片廠，沿用華達這名字。這廠1953年落成後，曾是香港規模最大最先進的電影製片廠。在1953年至1973年間，該廠共攝製電影1287部，涵蓋粵語片、國語片、潮語片、閩語片，佔同期香港電影總產量的五分之一。

## 創立
華達製片廠由胡晉康（William C.K. Hu, 1910-1964）創立。第二次世界大戰後的五十年代初, 原本租用九龍城友僑片場運作。1952年9月，九龍城華達製片廠被燒毀，胡取得新加坡光藝製片公司（Kong Ngee）資金重建製片廠。1953年，位於葵涌的華達製片廠成立，包括面向青山公路的寫字樓和其西面的廠房。由胡晉康出任總經理，何漢廉任副經理，另聘許立齋任廠長，張仲竹當副廠長。

## 電影製作
從一開始，華達製片廠的商業模式主要是為其他電影公司提供拍攝場地和設施，而不是自己製作電影。該廠配備最新攝影設施，有固定的攝影師、佈景師、燈光師及錄音師等，將片場租給各製片公司，以穩定光藝製片公司的片源。在該電影製片廠拍攝的第一部電影是「山長水遠」，由張瑛、白燕和梅綺主演，並由珠璣執導，於1954年3月完成。
根據1954年的《遠東經濟評論》，華達製片廠「佔地120,000平方英尺，有兩座建築物，設有多座最大可達60'x 120'x 34'影棚。每天可處理35,000英尺的菲林，每月最多可製作60個電影拷貝。它從德國、英國和美國進口的設備價值約65萬港元。」1957-58年，製片廠最多每天同時拍攝7-8部電影，包括粵語、國語、福建話和潮州話電影，由粵劇到時代喜劇的各種流派電影都有。

## 結束
1973年，光藝製片公司以300萬港元的價格將華達製片廠賣給了地產商。製片廠重建為華達工業中心（Wah Tat Industrial Center）。

## 花絮/誤傳
以前香港有誤傳，指華達製片廠屬電影明星曹達華所有，後因欠賭債而出售。此說法純屬誤會。事實上曹達華持有的是友僑片場，友僑片場在1951年停產電影後用地出租給胡晉康，作華達片場。

## 𠻝考
1. ↑  . industrialhistoryhk.org.   [2020-04-14]. （原始内容存档于2021-01-28）.
2. ↑  https://www.hkmapservice.gov.hk/OneStopSystem/map-search/getPreviewFile?itemId=158787&sheetNo=%5B%5D
3. ↑  . digitalrepository.lib.hku.hk.
4. ↑  亦有80,000平方尺之說
5. ↑  . hkmdb.com.   [2020-04-14]. （原始内容存档于2020-09-20）.
6. ↑  . Wah Tat Industrial Center.
7. ↑  博軒. . 超媒體出版有限公司. 2020-02-07 –Google Books.